# 莫莫格蒙古族乡
莫莫格蒙古族乡是中华人民共和国吉林省白城市镇赉县下辖的一个民族乡。

## 行政区划
莫莫格蒙古族乡下辖以下村级行政区划单位：
莫莫格村、才力村、双青山村、代珠村、哈拉塔村、包力村、巴喜召村、元宝吐村、乌兰召村、苏可马村、卧卜村、米太村和少力村。